# West Midlands Metro
Le Midland Metro  est un système de transport en commun en site propre de type tramway desservant depuis 1999 l'agglomération de Birmingham au Royaume-Uni. En 2025, il comprend une seule ligne de 22 km avec 31 stations. Il est exploité et maintenu par National Express sous l'autorité de Transport for West Midlands (TfWM).

## Réseau actuel
Depuis sa création en 1999, une seule ligne relie le centre de Birmingham à Wolverhampton en longeant en partie une ligne ferroviaire existante.

## Exploitation
Le Midland Metro circule tous les jours : du lundi au samedi de 5 heures à minuit environ et le dimanche de 7 heures à minuit environ.
L'exploitation et la maintenance du Midland Metro sont assurées par l'opérateur britannique National Express et sa filiale dédiée West Midlands Travel Limited.

### Matériel roulant

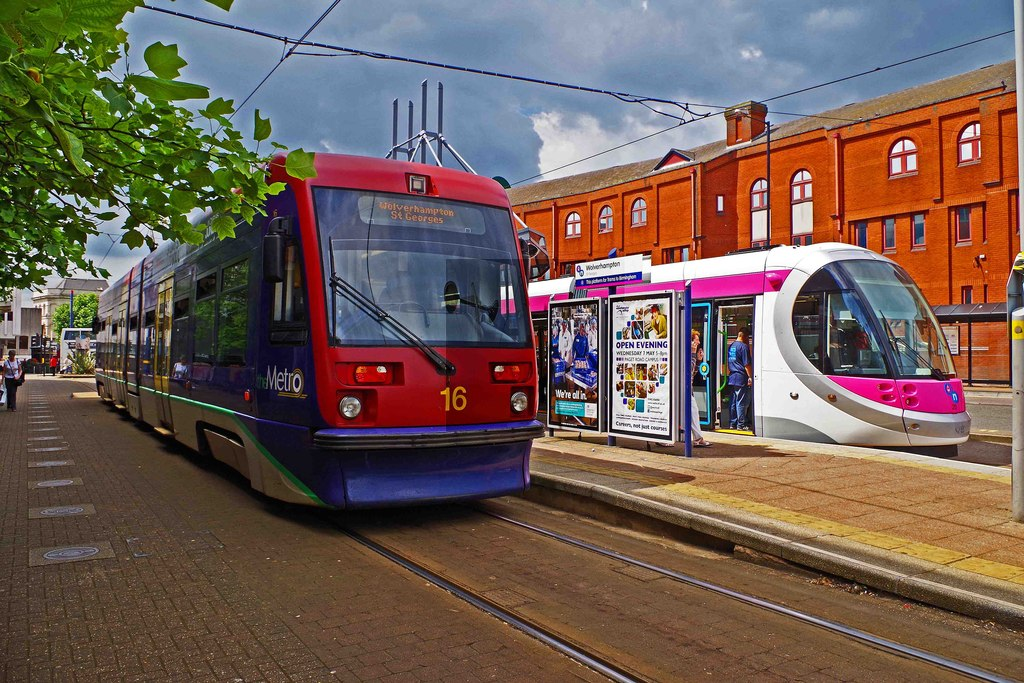
Une rame originale du type T69 d'AnsaldoBreda (à gauche) et une nouvelle rame du type Urbos 3 de CAF (à droite).

La flotte de tramways initiale lors de l'inauguration de la ligne en 1999 comprenait 16 AnsaldoBreda T-69 construits à Caserte, en Italie. Ces rames de trois bogies d'une longueur de 24,36 mètres disposaient de 56 places assises pour une capacité totale de 156 personnes, et une vitesse maximale de 70 km/h. Leur livrée était bleu sur le côté, avec un front rouge et des portes en jaune. Le dernier T-69 a été retiré du service en août 2015.
En 2012, CAF est sélectionné pour le renouvellement de la flotte avec son modèle Urbos. 20 rames seront livrés en 2014 et 2015, dans le cadre de l'extension vers New Street.